# Wang Chuanfu
Wang Chuanfu (xinès: 王传福; nascut el 8 d'abril de 1966) és un químic xinès, empresari multimilionari i fundador, president i CEO de BYD Company. Té una fortuna 22.400 milions dòlars el 2024. Wang va néixer al Comtat de Wuwei, província d'Anhui el 1966 en una família de grangers pobres. Mentre estava a l'institut el van cuidar el seu germà i la seva germana grans perquè els seus dos pares havien mort.